# Zen 4
Zen 4 es el nombre en clave de una microarquitectura de CPU de AMD, lanzada el 27 de septiembre de 2022. Es el sucesor del Zen 3 y utiliza el proceso de 5 nm de TSMC. Zen 4 alimenta los procesadores de escritorio principales  Ryzen 7000 (nombre en código "Raphael") y se utilizará en procesadores móviles de alta gama (nombre en código "Range Dragon"), procesadores móviles delgados y livianos (nombre en código "Phoenix"), así como el servidor Epyc 7004 procesadores (nombre en código "Génova" y "Bérgamo").

## Características
En comparación a la arquitectura Zen 3, algunas de las mejoras incluyen:
- El tamaño del búfer de destino de rama L1 (BTB) aumentó en un 50 %, a 1500 entradas.
- L2 BTB aumentó a 7000 entradas.
- El tamaño de la caché OP aumentó en un 68 %, a 6,75 000 OP. El caché OP ahora puede producir hasta 9 macro-OP por ciclo (en lugar de 6).
- El búfer de reordenamiento (ROB) se incrementa en un 25 %, a 320 instrucciones.
- El archivo de registro entero aumentó a 224 registros, el archivo de registro FP/vector aumentó a 192 registros. Archivo de registro FP/vector ampliado a 512 bits para admitir AVX-512.
- El tamaño de la cola de carga aumentó en un 22 %, a 88 cargas pendientes.
- La caché L2 se duplica, de 512 KiB a 1 MiB por núcleo, 8 vías.
- ~13 % de aumento del IPC en promedio.
- Frecuencia central máxima de hasta 5,7 GHz.
- Se admiten oficialmente velocidades de memoria de hasta DDR5-5200.
- En los procesadores de escritorio Ryzen 7000, la GPU integrada contiene dos unidades de cómputo RDNA 2 que funcionan hasta a 2,2 GHz.

## Productos

### Ryzen
El 29 de agosto de 2022, AMD anunció cuatro procesadores de escritorio de la serie Ryzen 7000 basados en Zen 4. Los cuatro procesadores Ryzen 7000 que se lanzaron el 27 de septiembre de 2022 consisten en un CPU Ryzen 5, un Ryzen 7 y dos Ryzen 9 y cuentan con entre 6 y 16 núcleos.
Dentro de las Características comunes de las CPU de escritorio Ryzen 7000:
- Zócalo: AM5.
- Todas las CPU admiten DDR5-5200 en modo de doble canal.
- Caché L1: 64 KB (32 KB de datos + 32 KB de instrucción) por núcleo.
- Caché L2: 1 MB por núcleo.
- Todas las CPU admiten 28 carriles PCIe 5.0. 4 de los carriles están reservados como enlace al chipset.
- Incluye GPU RDNA2 integrada con 2 CU y base, aumenta las velocidades de reloj de 0,4 GHz, 2,2 GHz.
- Proceso de fabricación: TSMC N5.

| Modelo  | Modelo | Núcleos (Hilos) | Frecuencia (GHz) | Frecuencia (GHz) | L3 cache (total) | TDP   | Chiplets         | Núcleo | Lanzamiento date | Precio de lanzamiento |
| Modelo  | Modelo | Núcleos (Hilos) | Base             | Boost            | L3 cache (total) | TDP   | Chiplets         | Núcleo | Lanzamiento date | Precio de lanzamiento |
| ------- | ------ | --------------- | ---------------- | ---------------- | ---------------- | ----- | ---------------- | ------ | ---------------- | --------------------- |
| Ryzen 9 | 7950X  | 16 (32)         | 4.5              | 5.7              | 64 MB            | 170 W | 2 × CCD 1 × I/OD | 2 × 8  | Sep 27, 2022     | US $699               |
| Ryzen 9 | 7900X  | 12 (24)         | 4.7              | 5.6              | 64 MB            | 170 W | 2 × CCD 1 × I/OD | 2 × 6  | Sep 27, 2022     | US $549               |
| Ryzen 7 | 7700X  | 8 (16)          | 4.5              | 5.4              | 32 MB            | 105 W | 1 × CCD 1 × I/OD | 1 × 8  | Sep 27, 2022     | US $399               |
| Ryzen 5 | 7600X  | 6 (12)          | 4.7              | 5.3              | 32 MB            | 105 W | 1 × CCD 1 × I/OD | 1 × 6  | Sep 27, 2022     | US $299               |